# Força Multinacional no Iraque
A Força Multinacional no Iraque (em inglês:  Multi-National Force – Iraq; MNF–I), frequentemente chamada de forças da Coalizão ou Coalizão Multinacional no Iraque, foi um comando militar liderado pelos Estados Unidos durante a Guerra do Iraque.
A grande maioria da Força Multinacional no Iraque foi composta por forças do Exército dos Estados Unidos. No entanto, também acompanhava forças britânicas, australianas, polonesas, espanholas e de outros países.
Essa coalizão foi por vezes chamada de coalition of the willing, um termo usado pelo governo Bush durante a invasão do Iraque para elogiar os países que a apoiaram ou participaram dela.

## Histórico

A "coalizão da boa-vontade" nomeada pelo Departamento de Estado dos Estados Unidos em 2003.

Em novembro de 2002, o então presidente dos Estados Unidos, George W. Bush, em visita à Europa para uma cúpula da Organização do Tratado do Atlântico Norte (OTAN), declarou que "se o presidente iraquiano Saddam Hussein optar por não se desarmar, os Estados Unidos vão liderar uma coalizão de boa-vontade para desarmá-lo".
A administração Bush reuniu países que apoiaram, militarmente ou verbalmente, a invasão de 2003 e a subsequente presença da coalizão militar no Iraque após a invasão. A lista original lançada em março de 2003 incluía 46 membros. Em abril de 2003, a lista foi atualizada para incluir 49 países, apesar de ter sido reduzida para 48 depois da Costa Rica se opor à sua inclusão. Dos 48 países da lista, três contribuíram com tropas para as forças de invasão (o Reino Unido, Austrália  e Polônia) e 37 países forneceram tropas para apoiar as operações militares após o fim da invasão.
A lista de membros da coalizão fornecida pela Casa Branca incluía várias nações que não tinham a intenção de participar em operações militares reais. Algumas delas, como Ilhas Marshall, Micronésia, Palau e Ilhas Salomão, sequer têm exércitos permanentes. No entanto, através do Tratado de Livre Associação, os cidadãos das Ilhas Marshall, Palau e dos Estados Federados da Micronésia tem as garantias nacionais dos norte-americanos e, portanto, estão autorizados a servir nas Forças Armadas dos Estados Unidos. Os membros dessas nações insulares tinham implantado uma força combinada do Pacífico, composta por unidades guamesas, havaianas e samoanas. Eles foram enviados duas vezes ao Iraque. O governo de um país, as Ilhas Salomão, listado pela Casa Branca como um membro da coalizão, aparentemente não tinha conhecimento sobre tal associação e prontamente a negou.
Em agosto de 2009, todos os membros não norte-americanos da coalizão se retiraram do Iraque. Como resultado, a "Força Multinacional do Iraque" foi rebatizada e reorganizada para as "Forças dos Estados Unidos no Iraque" em 1 de janeiro de 2010, pondo fim oficialmente à coalização militar.